# Haji Mohammad Chamkani
Haji Mohammad Chamkani (Provincia de Paktiyā, 1919 - 2012) fue un político afgano.
De origen pastún, hijo de un hacendado (su padre era propietario de unos dos acres de tierra). Gozó de prestigio entre las tribus pastún durante el reinado de Zahir Shah, siendo miembro de la cámara baja del parlamento.
Colaboró con el régimen de Babrak Karmal, pero sin ser miembro del gobernante Partido Democrático Popular de Afganistán (PDPA). En enero de 1986 fue nombrado Vicepresidente Primero del Presidium del Consejo Revolucionario. Además, entre 1986-1988 fue presidente de la Junta Central Superior del Consejo de Asambleas Tribales (un órgano consultivo dependiente del Ministerio de las Nacionalidades y Pueblos).
De noviembre de 1986 a septiembre de 1987, después de renunciar como presidente del Consejo Revolucionario Babrak Karmal, realiza sus funciones. A partir de enero de 1987 también es vicepresidente de la Comisión de Reconciliación Nacional, órgano creado para poner fin a la Guerra Civil Afgana. Con el ascenso de Mohammad Najibullah volvió a ser vicepresidente de la República hasta que reemplazo por Sultán Alí Keshtmand.
Partió al exilio en 1992, cuando los fundamentalistas muyahidineses tomaron el poder.